# Атака титанів (4 сезон)
Четвертий і останній сезон аніме-серіалу Attack on Titan називається Attack on Titan: The Final Season (Атака титанів: Останній сезон) і спродюсований MAPPA. Юічіро Хаясі виконує обов'язки режисера, змінивши Тецуро Аракі та Масасі Коїдзука відповідно. Джун Шісідо залишається головним режисером. Сценарист Хіроші Секо повністю взяв на себе композицію серіалу від Ясуко Кобаясі, а Томохіро Кіші замінив Кьоджі Асано на посаді дизайнера персонажів через зміну виробничих студій серіалу. Цей сезон охоплює «Марлію» (розділи 91-106) і «Війну на небесах» (розділи 107—139) з оригінальної манґи Хадзіме Ісаяма.
Цей сезон представляє Габбі Браун і Фалько Ґріса, молодих кандидатів у воїни з Елдії, які прагнуть успадкувати броньованого Титана Райнера через чотири роки після невдалої місії з повернення Титана-Засновника. Марлія планує вдертися в Парадіс, щоб підсилити їхню армію, що скорочується, і повернути титанів-засновників, але Корпус Розвідки натомість атакує їхній рідний світ. Поки армії Марлії та Парадісу воюють у регіонах Марлії та Шіганшіни із великими втратами з обох сторін, Габі та Фалько змушені протистояти внутрішній напрузі через те, що Парадіз називає «дияволом». У другій частині сезону Ерен Єгер, усвідомлюючи глобальні антиелдійські настрої, які розпалюються марлійською пропагандою, розпочинає превентивну атаку на світ за межами Парадісу за допомогою Гуркоту Землі, вивільняючи мільйони Колосальних Титанів, що були в стінах, намагаючись повною мірою вбити все живе за межами острова. У третій і четвертій частинах сезону Альянс, очолюваний членами Корпусу Розвідки та Підрозділу воїнів, прямує до Марлії, щоб зупинити Титана-засновника Ерена та припинити Гуркіт.
Перша частина сезону виходить на NHK General TV з 7 грудня 2020 року по 29 березня 2021 року о 12:10 (JST). У США програмний блок Toonami від Adult Swim розпочинає трансляцію англійського дубляжу на Crunchyroll 10 січня 2021 року о 12:30 ранку EST/PST. У Південно-Східній Азії шоу має субтитри на iQIYI. Друга частина транслюватиметься на NHK General Television з 10 січня по 4 квітня 2022 року о 12:05 JST. Третя та четверта частини спочатку виходили в ефір у вигляді двох спеціальних збірок, обидві під назвою «The Final Chapter» (Останній розділ); прем'єра першого спеціального відбулася 4 березня 2023 року о 12:25 за японським стандартним часом, а другий спеціальний випуск відбувся 5 листопада 2023 року за опівночі за японським стандартним часом. Після другого випуску спеціального серіалу на кількох потокових сервісах вийшла окрема версія серіалу з двох частин. Епізоди 88–90, які складають першу спеціальну програму, почали транслюватися 5 листопада 2023 року, а епізоди 91–94, які складають другу спеціальну програму, транслюватимуться з 19 листопада 2023 року.
Музику написав Масафумі Міма, а композитори Хіроюкі Савано та Кота Ямамото. Початковою темою першої частини є «Boku no Sensō» (яп. 僕の戦争, «My War») у виконанні Шінсея Каматтечана, а завершальною темою є «Shōgeki» (яп. 衝撃, «Shock») у виконанні Юко Андо. Для другої частини початковою темою є «The Rumbling» у виконанні SiM, а завершальною темою є «Akuma no Ko» (яп. 悪魔の子, «A Child of Evil») виконанні Ай Хігучі. Завершальною темою першої половини «The Final Chapters» є «Under the Tree» у виконанні SiM. Кінцева тема другої половини останнього розділу є «To You 2,000... or... 20,000 Years From Now...» (яп. 二千年… 若しくは… 二万年後の君へ・・・ Ni-sen Nen… Moshiku wa… Ni-man Nen-go no Kimi e…) у виконанні Linked Horizon. Для окремої телевізійної версії розміру епізоду частин 3 і 4 початковою темою є "Saigo no Kyojin" (яп. 最後の巨人, "The Last Titan") у виконанні Linked Horizon, а кінцевою темою є "Itterasshai" (яп. いってらっしゃい, "See You Later") у виконанні Ай Хігучі.

## Музика
Саундтрек створили Кота Ямамото (доріжки 1-20) і Хіроюкі Савано (доріжки 21-23) і він вийшов на Pony Canyon 23 червня 2021 року. Він вийшов у цифровому вигляді на кількох сайтах, включаючи Apple Music і Spotify. Він містить 23 композиції, включно з двома вокальними треками Кумі та Ханні Грейс.
| TV Anime "Attack on Titan" The Final Season (Original Soundtrack) | TV Anime "Attack on Titan" The Final Season (Original Soundtrack) | TV Anime "Attack on Titan" The Final Season (Original Soundtrack) | TV Anime "Attack on Titan" The Final Season (Original Soundtrack) | TV Anime "Attack on Titan" The Final Season (Original Soundtrack) | TV Anime "Attack on Titan" The Final Season (Original Soundtrack) |
| #                                                                 | Назва                                                             | Автор слів                                                        | Автор музики                                                      | Виконавці                                                         | Тривалість                                                        |
| ----------------------------------------------------------------- | ----------------------------------------------------------------- | ----------------------------------------------------------------- | ----------------------------------------------------------------- | ----------------------------------------------------------------- | ----------------------------------------------------------------- |
| 1.                                                                | «Ashes on The Fire»                                               |                                                                   | Кота Ямамото                                                      | Ямамото                                                           | 4:34                                                              |
| 2.                                                                | «The Other Side of the Sea»                                       |                                                                   | Ямамото                                                           | Ямамото                                                           | 4:57                                                              |
| 3.                                                                | «Splinter Wolf»                                                   | Benjamin, mpi                                                     | Ямамото                                                           | Ямамото, cumi                                                     | 5:21                                                              |
| 4.                                                                | «Nightmare»                                                       |                                                                   | Ямамото                                                           | Ямамото                                                           | 3:41                                                              |
| 5.                                                                | «Guilty Hero»                                                     |                                                                   | Ямамото                                                           | Ямамото                                                           | 4:22                                                              |
| 6.                                                                | «The Successor»                                                   |                                                                   | Ямамото                                                           | Ямамото                                                           | 4:09                                                              |
| 7.                                                                | «Memory Lane»                                                     | Benjamin, mpi                                                     | Ямамото                                                           | Ямамото, Ханна Ґрейс                                              | 3:03                                                              |
| 8.                                                                | «Liberio at Night»                                                |                                                                   | Ямамото                                                           | Ямамото                                                           | 2:56                                                              |
| 9.                                                                | «Liberio Festival»                                                |                                                                   | Ямамото                                                           | Ямамото                                                           | 3:03                                                              |
| 10.                                                               | «True History»                                                    |                                                                   | Ямамото                                                           | Ямамото                                                           | 5:20                                                              |
| 11.                                                               | «The Warriors»                                                    |                                                                   | Ямамото                                                           | Ямамото                                                           | 4:06                                                              |
| 12.                                                               | «The Fall of Marley»                                              |                                                                   | Ямамото                                                           | Ямамото                                                           | 3:18                                                              |
| 13.                                                               | «Zeke's Plan»                                                     |                                                                   | Ямамото                                                           | Ямамото                                                           | 3:47                                                              |
| 14.                                                               | «Nowhere to go»                                                   |                                                                   | Ямамото                                                           | Ямамото                                                           | 3:05                                                              |
| 15.                                                               | «Atonement»                                                       |                                                                   | Ямамото                                                           | Ямамото                                                           | 3:18                                                              |
| 16.                                                               | «Cold Light»                                                      |                                                                   | Ямамото                                                           | Ямамото                                                           | 3:34                                                              |
| 17.                                                               | «The Reason»                                                      |                                                                   | Ямамото                                                           | Ямамото                                                           | 3:26                                                              |
| 18.                                                               | «Friendships»                                                     |                                                                   | Ямамото                                                           | Ямамото                                                           | 3:44                                                              |
| 19.                                                               | «Memory Lane Vln ver.»                                            |                                                                   | Ямамото                                                           | Ямамото                                                           | 3:03                                                              |
| 20.                                                               | «Liberio at Night Pf & Vln ver.»                                  |                                                                   | Ямамото                                                           | Ямамото                                                           | 2:57                                                              |
| 21.                                                               | «AOTF-s1»                                                         |                                                                   | Хіроюкі Савано                                                    | Савано                                                            | 7:57                                                              |
| 22.                                                               | «AOTF-s2»                                                         |                                                                   | Савано                                                            | Савано                                                            | 3:33                                                              |
| 23.                                                               | «AOTF-s3»                                                         |                                                                   | Савано                                                            | Савано                                                            | 3:42                                                              |
| 90:56                                                             |                                                                   |                                                                   |                                                                   |                                                                   |                                                                   |

| TV Anime "Attack on Titan" The Final Season (Original Soundtrack) 02 | TV Anime "Attack on Titan" The Final Season (Original Soundtrack) 02 | TV Anime "Attack on Titan" The Final Season (Original Soundtrack) 02 | TV Anime "Attack on Titan" The Final Season (Original Soundtrack) 02 | TV Anime "Attack on Titan" The Final Season (Original Soundtrack) 02 |
| #                                                                    | Назва                                                                | Автор музики                                                         | Виконавці                                                            | Тривалість                                                           |
| -------------------------------------------------------------------- | -------------------------------------------------------------------- | -------------------------------------------------------------------- | -------------------------------------------------------------------- | -------------------------------------------------------------------- |
| 1.                                                                   | «Footsteps of Doom»                                                  | Кота Ямамото                                                         | Ямамото                                                              | 5:06                                                                 |
| 2.                                                                   | «Into the Night Acoustic ver.»                                       | Ямамото                                                              | Ямамото                                                              | 2:11                                                                 |
| 3.                                                                   | «Ashes on The Fire -PTV-»                                            | Ямамото                                                              | Ямамото                                                              | 5:06                                                                 |
| 4.                                                                   | «Man-Child»                                                          | Ямамото                                                              | Ямамото                                                              | 3:47                                                                 |
| 5.                                                                   | «All of The Freedoms»                                                | Ямамото                                                              | Ямамото                                                              | 4:38                                                                 |
| 6.                                                                   | «Traitor»                                                            | Ямамото                                                              | Ямамото                                                              | 4:47                                                                 |
| 7.                                                                   | «Night of The End»                                                   | Ямамото                                                              | Ямамото                                                              | 4:01                                                                 |
| 8.                                                                   | «From You, 2,000 Years Ago»                                          | Ямамото                                                              | Ямамото                                                              | 6:55                                                                 |
| 9.                                                                   | «The Global Allied Fleet»                                            | Ямамото                                                              | Ямамото                                                              | 3:54                                                                 |
| 10.                                                                  | «Michi»                                                              | Ямамото                                                              | Ямамото                                                              | 4:44                                                                 |
| 11.                                                                  | «Thaw»                                                               | Ямамото                                                              | Ямамото                                                              | 4:17                                                                 |
| 12.                                                                  | «Into the Night»                                                     | Ямамото                                                              | Ямамото                                                              | 4:09                                                                 |
| 13.                                                                  | «EL○»                                                                | Хіроюкі Савано                                                       | Савано                                                               | 4:41                                                                 |
| 14.                                                                  | «YouSee-Power»                                                       | Савано                                                               | Савано                                                               | 4:17                                                                 |
| 15.                                                                  | «ətˈæk 0N tάɪtnᐸTFSvᐳ»                                               | Савано                                                               | Савано                                                               | 4:57                                                                 |
| 67:30                                                                |                                                                      |                                                                      |                                                                      |                                                                      |

| TV Anime "Attack on Titan" The Final Season (Original Soundtrack) 03 | TV Anime "Attack on Titan" The Final Season (Original Soundtrack) 03 | TV Anime "Attack on Titan" The Final Season (Original Soundtrack) 03 | TV Anime "Attack on Titan" The Final Season (Original Soundtrack) 03 | TV Anime "Attack on Titan" The Final Season (Original Soundtrack) 03 |
| #                                                                    | Назва                                                                | Автор музики                                                         | Виконавці                                                            | Тривалість                                                           |
| -------------------------------------------------------------------- | -------------------------------------------------------------------- | -------------------------------------------------------------------- | -------------------------------------------------------------------- | -------------------------------------------------------------------- |
| 1.                                                                   | «An Ordinary Day»                                                    | Кота Ямамото                                                         | Ямамото                                                              | 5:43                                                                 |
| 2.                                                                   | «Aim of the Fate»                                                    | Ямамото                                                              | Ямамото                                                              | 3:40                                                                 |
| 3.                                                                   | «Liar»                                                               | Ямамото                                                              | Ямамото                                                              | 3:57                                                                 |
| 4.                                                                   | «ətˈæk till we are Ashes»                                            | Ямамото, Хіроюкі Савано                                              | Ямамото, Савано                                                      | 6:54                                                                 |
| 5.                                                                   | «Vanishment»                                                         | Ямамото                                                              | Ямамото                                                              | 3:20                                                                 |
| 23:34                                                                |                                                                      |                                                                      |                                                                      |                                                                      |

## Домашні релізи

### Японською
| Том | Том     | Серії           | Дата виходу  | Джерело |
| --- | ------- | --------------- | ------------ | ------- |
|     | 1       | 60–67           | 7 липня 2021 | [ 20 ]  |
| 2   | 68–75   | 4 серпня 2021   | [ 21 ]       |         |
| 3   | 76–81   | 20 липня 2022   | [ 22 ]       |         |
| 4   | 82–87   | 17 серпня 2022  | [ 23 ]       |         |
| 5   | SPs 1–2 | 20 березня 2024 | [ 24 ]       |         |

### Англійською
| Частина | Частина | Серії | Дата виходу     | Джерело |
| ------- | ------- | ----- | --------------- | ------- |
|         | 1       | 60–75 | 22 лютого 2022  | [ 25 ]  |
|         | 2       | 76–87 | 28 березня 2023 | [ 26 ]  |

## Нотатки
1. ↑  Епізоди 88–94 (епізоди 29–35 4 сезону) спочатку вийшли як два спешли-компіляції, 4 березня та 5 листопада 2023 відповідно.
2. ↑  У матеріалах Crunchyroll використовується назва Attack on Titan: Final Season, без артикля "The".
3. 1 2  Том 1 мав вийти 19 травня 2021, а том 2: 21 липня 2021, проте дати випуску були відкладені[19].